# Neoceroplatus dissimilis
Neoceroplatus dissimilis är en tvåvingeart som beskrevs av Loïc Matile 1990. Neoceroplatus dissimilis ingår i släktet Neoceroplatus och familjen platthornsmyggor. Inga underarter finns listade i Catalogue of Life.